# 526

## Esdeveniments
- 12 de juliol - Roma: Sant Fèlix IV, és nomenat papa.
- Narbona: Amalaric assumeix el regnat visigot, per la mort del seu avi Teodoric el Gran, que n'era regent.[1]
- Itàlia: Atalaric, de només 10 anys, succeeix el seu avi Teodoric el Gran en el tron ostrogot. La regència queda en mans de la seva mare Amalasunta.
- Síria: Un terratrèmol causa un quart de milió de morts a Antioquia.

## Necrològiques
- 18 de maig - Ravenna (Itàlia): Sant Joan I, papa, martiritzat.[2]
- 30 d'agost - Ravenna (Itàlia): Teodoric el Gran, rei ostrogot.